# 新坎布里亞 (堪薩斯州)
新坎布里亞（英語：New Cambria）是一個位於美國堪薩斯州薩林縣的城市。

## 地方資料
根據2020年美國人口普查的數據，新坎布里亞的面積為0.46平方千米，當中陸地面積為0.46平方千米，而水域面積為0.00平方千米。當地共有人口106人，而人口密度為每平方千米230.43人。